# Stens socken
Stens socken i Östergötland ingick i Aska härad, införlivades 1813 i Västra Stenby socken och området ligger sedan 1974 i Motala kommun i Östergötlands län.
Socken låg väster om Kälvestens socken som den slogs samman med 1813.

## Administrativ historik
Stens socken har medeltida ursprung. Stens församling och socken uppgick 1813 i Västra Stenby socken och församling.